# Амоян Малхас Бімбашович
Малхас Бімбашович Амоян (амх. Մալխաս Բիմբաշի Ամոյան; нар. 22 січня 1999) — вірменський борець греко-римського стилю, чемпіон та дворазовий бронзовий призер чемпіонатів світу, триразовий чемпіон та срібний призер чемпіонатів Європи, срібний призер Кубку світу, бронзовий призер Олімпійських ігор. Єзид за національністю.

## Життєпис
Ставав чемпіоном Європи серед кадетів, чемпіоном світу та Європи серед юніорів, чемпіоном Європи серед молоді. Багаторазовий призер чемпіонатів світу та Європи у молодших вікових групах.

### Родина
Дядько Малхаса Амояна Роман Амоян — бронзовий призер Олімпійських ігор, срібний та дворазовий бронзовий призер чемпіонатів світу, дворазовий чемпіон та триразовий срібний призер чемпіонатів Європи, володар Кубку світу.

## Спортивні результати на міжнародних змаганнях

### Виступи на Олімпіадах
| Змагання                    | Збірна   | Вагова категорія                 | Місце  |
| --------------------------- | -------- | -------------------------------- | ------ |
| Літні Олімпійські ігри 2024 | Вірменія | греко-римська боротьба, до 77 кг | Бронза |

### Виступи на Чемпіонатах світу
| Змагання                        | Збірна   | Вагова категорія                 | Місце  |
| ------------------------------- | -------- | -------------------------------- | ------ |
| Чемпіонат світу з боротьби 2019 | Вірменія | греко-римська боротьба, до 72 кг | 7      |
| Чемпіонат світу з боротьби 2021 | Вірменія | греко-римська боротьба, до 72 кг | Золото |
| Чемпіонат світу з боротьби 2022 | Вірменія | греко-римська боротьба, до 77 кг | Бронза |
| Чемпіонат світу з боротьби 2023 | Вірменія | греко-римська боротьба, до 77 кг | Бронза |

### Виступи на Чемпіонатах Європи
| Змагання                         | Збірна   | Вагова категорія                 | Місце  |
| -------------------------------- | -------- | -------------------------------- | ------ |
| Чемпіонат Європи з боротьби 2020 | Вірменія | греко-римська боротьба, до 72 кг | 16     |
| Чемпіонат Європи з боротьби 2021 | Вірменія | греко-римська боротьба, до 72 кг | Срібло |
| Чемпіонат Європи з боротьби 2022 | Вірменія | греко-римська боротьба, до 77 кг | Золото |
| Чемпіонат Європи з боротьби 2023 | Вірменія | греко-римська боротьба, до 77 кг | Золото |
| Чемпіонат Європи з боротьби 2024 | Вірменія | греко-римська боротьба, до 77 кг | Золото |

### Виступи на Кубках світу
| Змагання                    | Збірна   | Вагова категорія                 | Місце  |
| --------------------------- | -------- | -------------------------------- | ------ |
| Кубок світу з боротьби 2020 | Вірменія | греко-римська боротьба, до 72 кг | Срібло |

### Виступи на інших змаганнях
| Змагання                                     | Збірна   | Вагова категорія                 | Місце  |
| -------------------------------------------- | -------- | -------------------------------- | ------ |
| Кубок Владислава Пітласинські 2019           | Вірменія | греко-римська боротьба, до 72 кг | Золото |
| Київський Міжнародний турнір з боротьби 2021 | Вірменія | греко-римська боротьба, до 72 кг | Золото |
| Турнір Дана Колова — Николи Петрова 2023     | Вірменія | греко-римська боротьба, до 77 кг | Срібло |

### Виступи на змаганнях молодших вікових груп
| Змагання                                       | Збірна   | Вагова категорія                 | Місце  |
| ---------------------------------------------- | -------- | -------------------------------- | ------ |
| Чемпіонат світу з боротьби серед кадетів 2014  | Вірменія | греко-римська боротьба, до 58 кг | 5      |
| Чемпіонат Європи з боротьби серед кадетів 2015 | Вірменія | греко-римська боротьба, до 63 кг | 15     |
| Чемпіонат світу з боротьби серед кадетів 2015  | Вірменія | греко-римська боротьба, до 63 кг | Бронза |
| Чемпіонат Європи з боротьби серед кадетів 2016 | Вірменія | греко-римська боротьба, до 69 кг | Золото |
| Чемпіонат світу з боротьби серед кадетів 2016  | Вірменія | греко-римська боротьба, до 69 кг | Бронза |
| Чемпіонат Європи з боротьби серед юніорів 2016 | Вірменія | греко-римська боротьба, до 66 кг | 9      |
| Чемпіонат світу з боротьби серед юніорів 2016  | Вірменія | греко-римська боротьба, до 66 кг | 5      |
| Чемпіонат Європи з боротьби серед юніорів 2017 | Вірменія | греко-римська боротьба, до 74 кг | Бронза |
| Чемпіонат світу з боротьби серед юніорів 2017  | Вірменія | греко-римська боротьба, до 66 кг | Срібло |
| Чемпіонат Європи з боротьби серед юніорів 2018 | Вірменія | греко-римська боротьба, до 72 кг | Бронза |
| Чемпіонат світу з боротьби серед юніорів 2018  | Вірменія | греко-римська боротьба, до 67 кг | Золото |
| Чемпіонат Європи з боротьби серед юніорів 2019 | Вірменія | греко-римська боротьба, до 72 кг | Золото |
| Чемпіонат Європи з боротьби серед молоді 2021  | Вірменія | греко-римська боротьба, до 72 кг | Золото |
| Чемпіонат світу з боротьби серед молоді 2022   | Вірменія | греко-римська боротьба, до 77 кг | Золото |